# Rewel Bikes

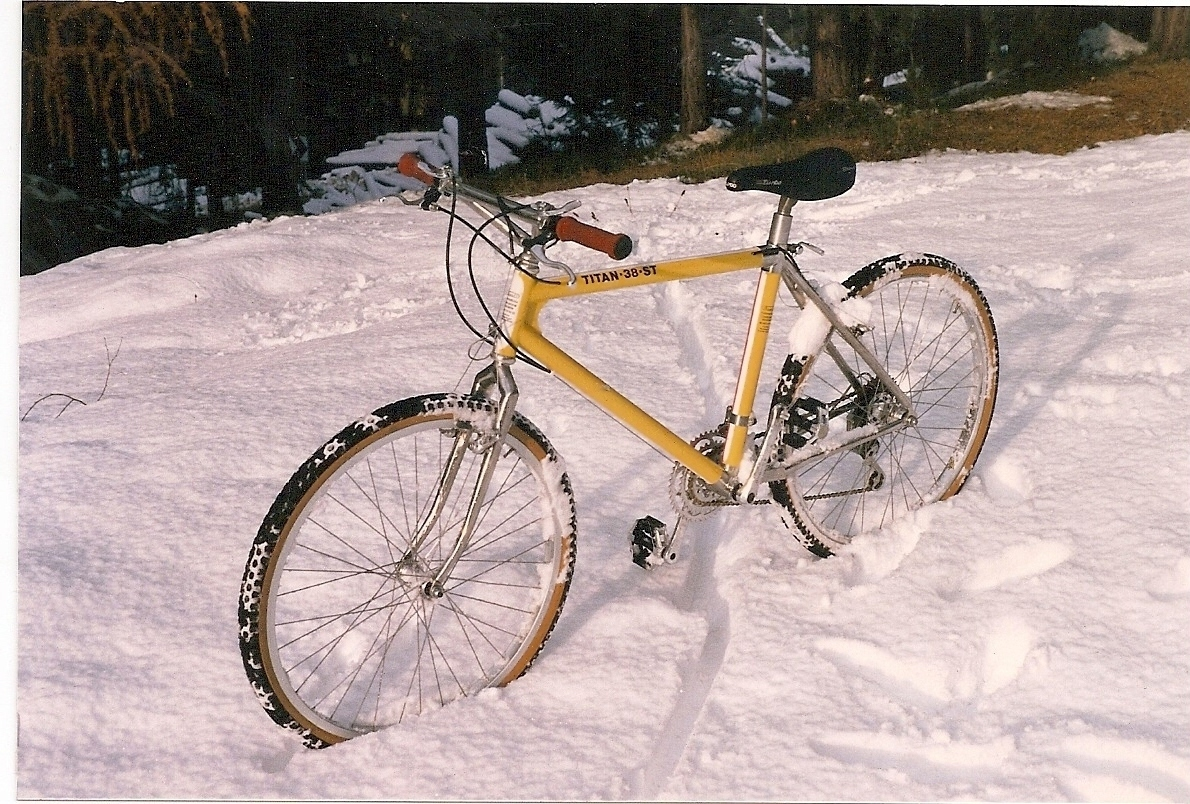
Erstes Titan-Bike, hergestellt von Werner Pichler

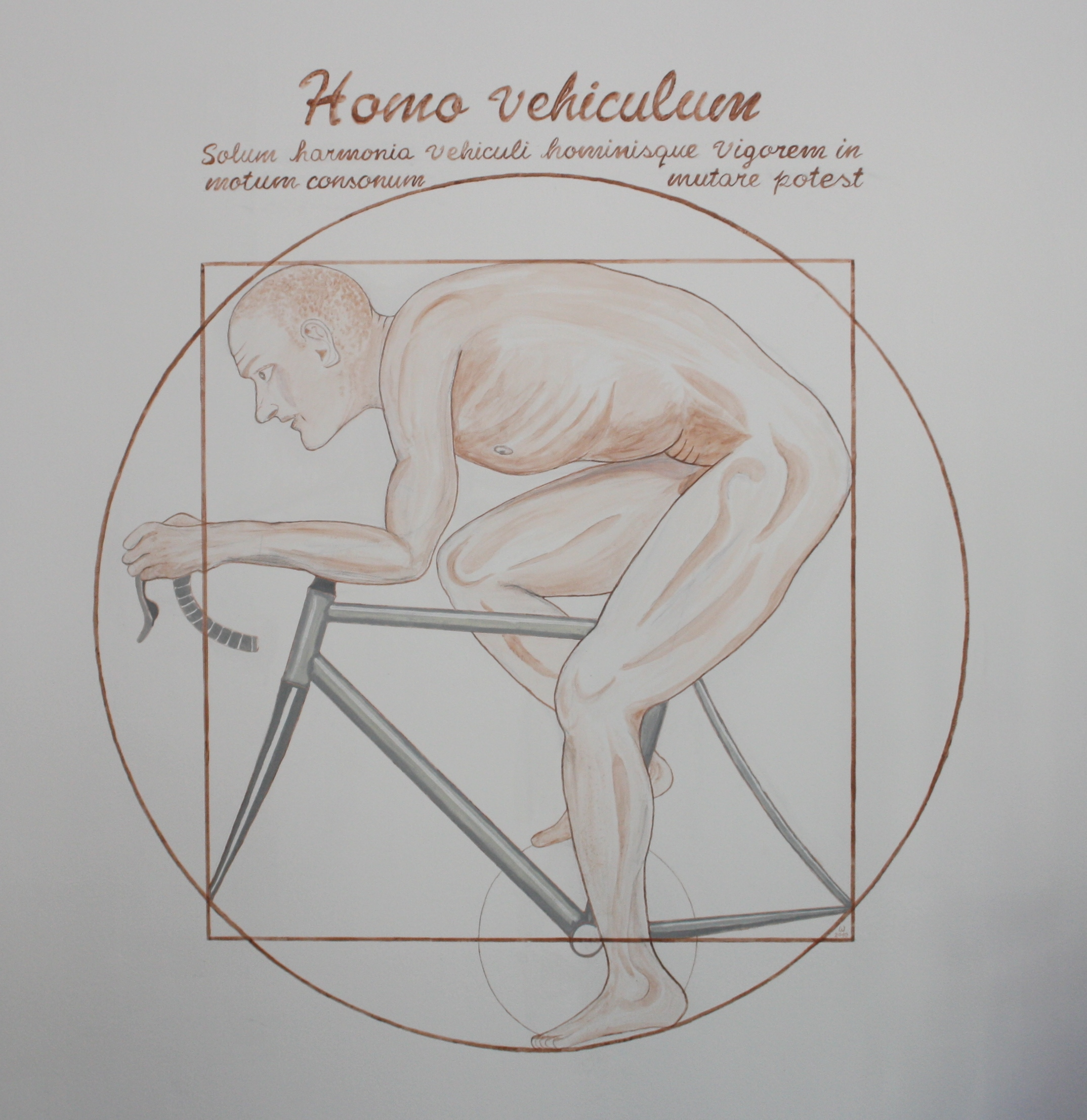
Wandmalerei im Show-Room, gezeichnet von Werner Pichler

Rewel Bikes ist eine Fahrradmanufaktur, in welcher Titanfahrräder maßgebaut hergestellt werden. Bekannt wurde die Firma wegen des Baus des schnellsten Bike der Welt im Jahr 1993, mit welchem der damalige Weltrekord gebrochen wurde.

## Geschichte

### Gründung und Aufbau
Im Jahr 1982 schweißte der Maschinenbau-Techniker Werner Pichler seinen ersten Fahrradrahmen und am 17. November 1986 gründete er die Einzelfirma Rewel Bikes in einem Hinterhof in Bozen. Hier werden bis heute Titanrahmen in 100 % Handarbeit hergestellt.
Bereits 1987 wurden die ersten MTB mit innovativer Technik entwickelt. Titanrahmen, Schaltdrehgriff und Kompaktkurbel gehörten zu den Neuheiten am MTB-Markt.
Auch am Rennrad wurden bereits 1990 Kompaktkurbeln montiert und Räder unter 7 kg entwickelt.
1989 trat Leo Santa in die Firma ein, die nun als OHG geführt wurde.

### Das schnellste Rad der Welt
Im Jahr 1993 bauten die zwei Südtiroler "das schnellste Rad der Welt". Mit diesem fuhr Raimund Weissensteiner für die Fernsehsendung Wetten, dass..? eine Skipiste mit 122 km/h hinunter und stellte damit einen neuen Weltrekord auf. Mit 127 km/h verbesserte er zehn Monate später den Rekord in der italienischen Variante der Fernsehsendung.

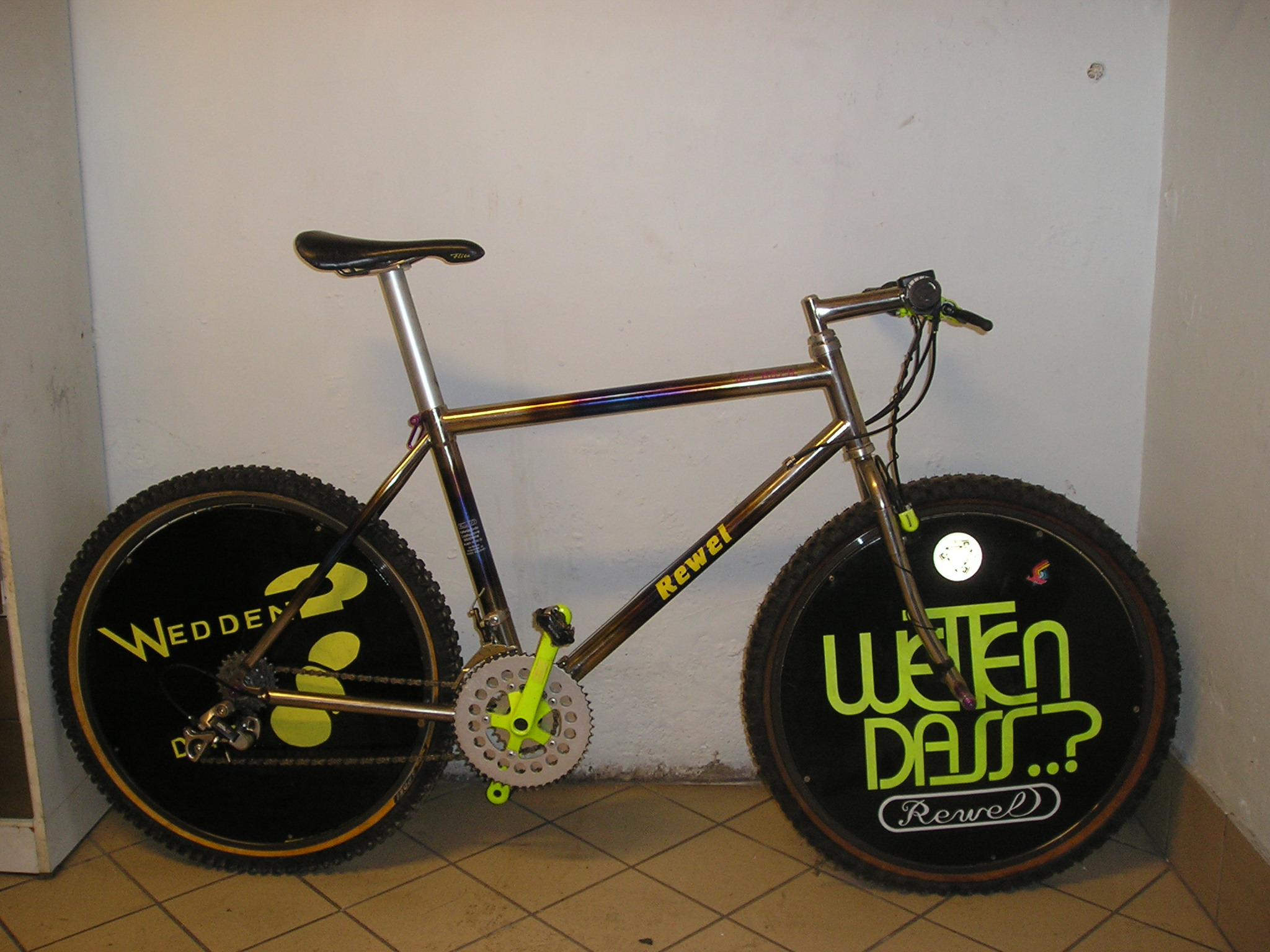
Mit diesem Bike wurde während Wetten, dass..? 122 km/h erreicht.
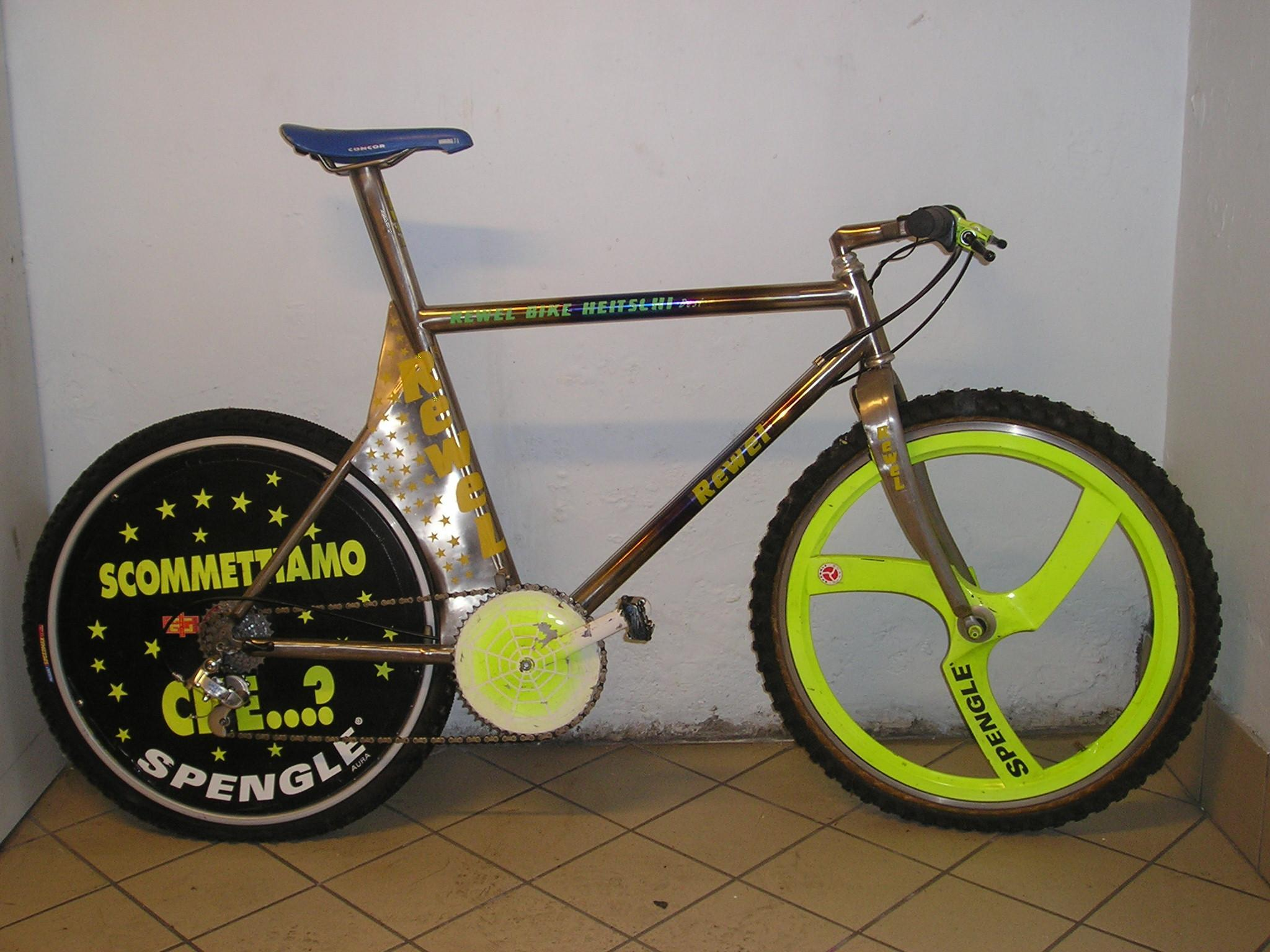
Mit diesem Bike wurden während der italienischen Version von Wetten dass..? 127 km/h erreicht.

## Produkte
Es werden Fahrräder auf Maß gebauten und mit 100-prozentiger Handarbeit hergestellten Titanrahmen, Titan-Vorbauten, Titan-Sattelstützen, Drehgriff und Achsplatten in Titan für die Rohloff Speedhub 500/14 angeboten.

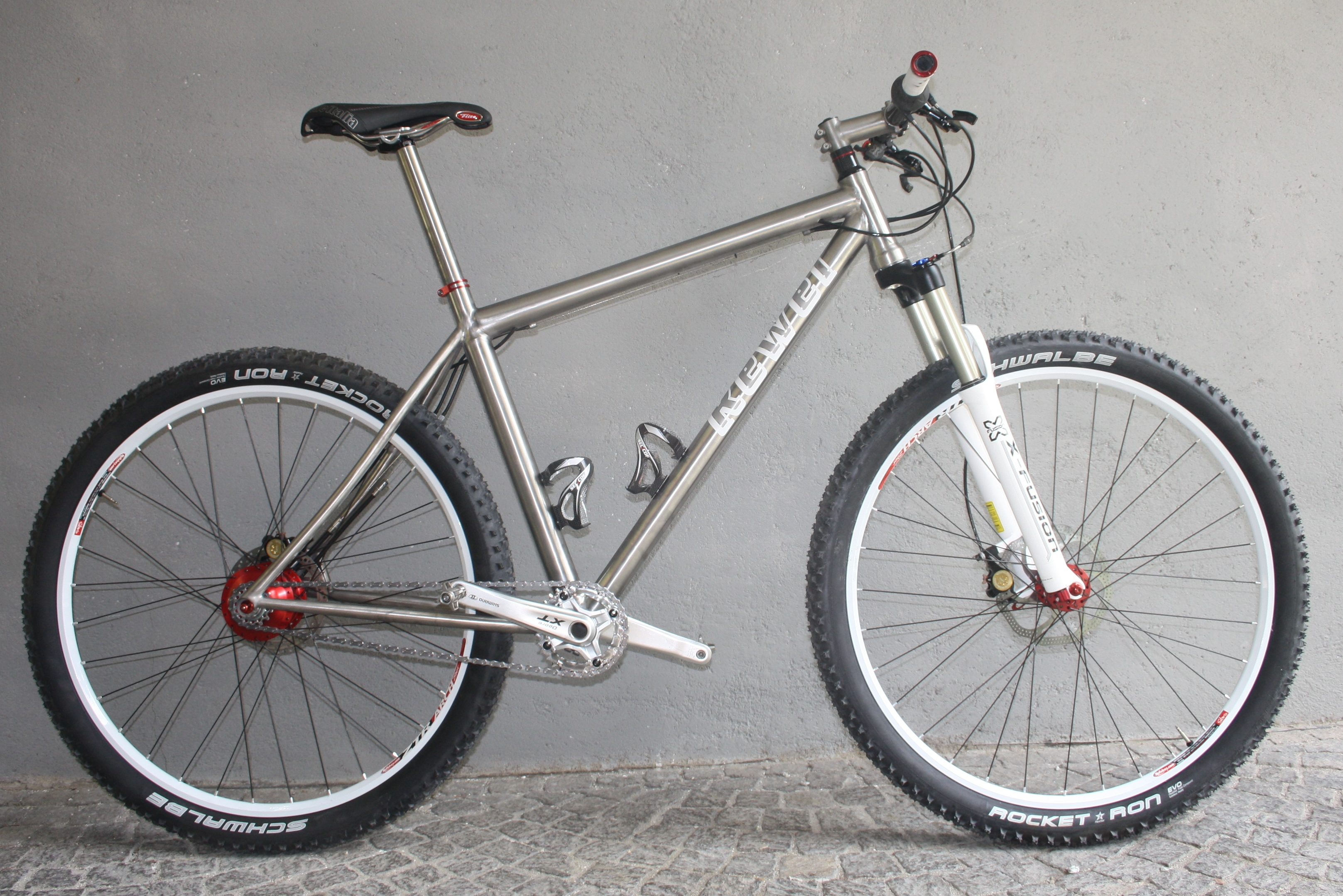
Ein Titan-Mountainbike mit einer Rohloff Speedhub 500/14

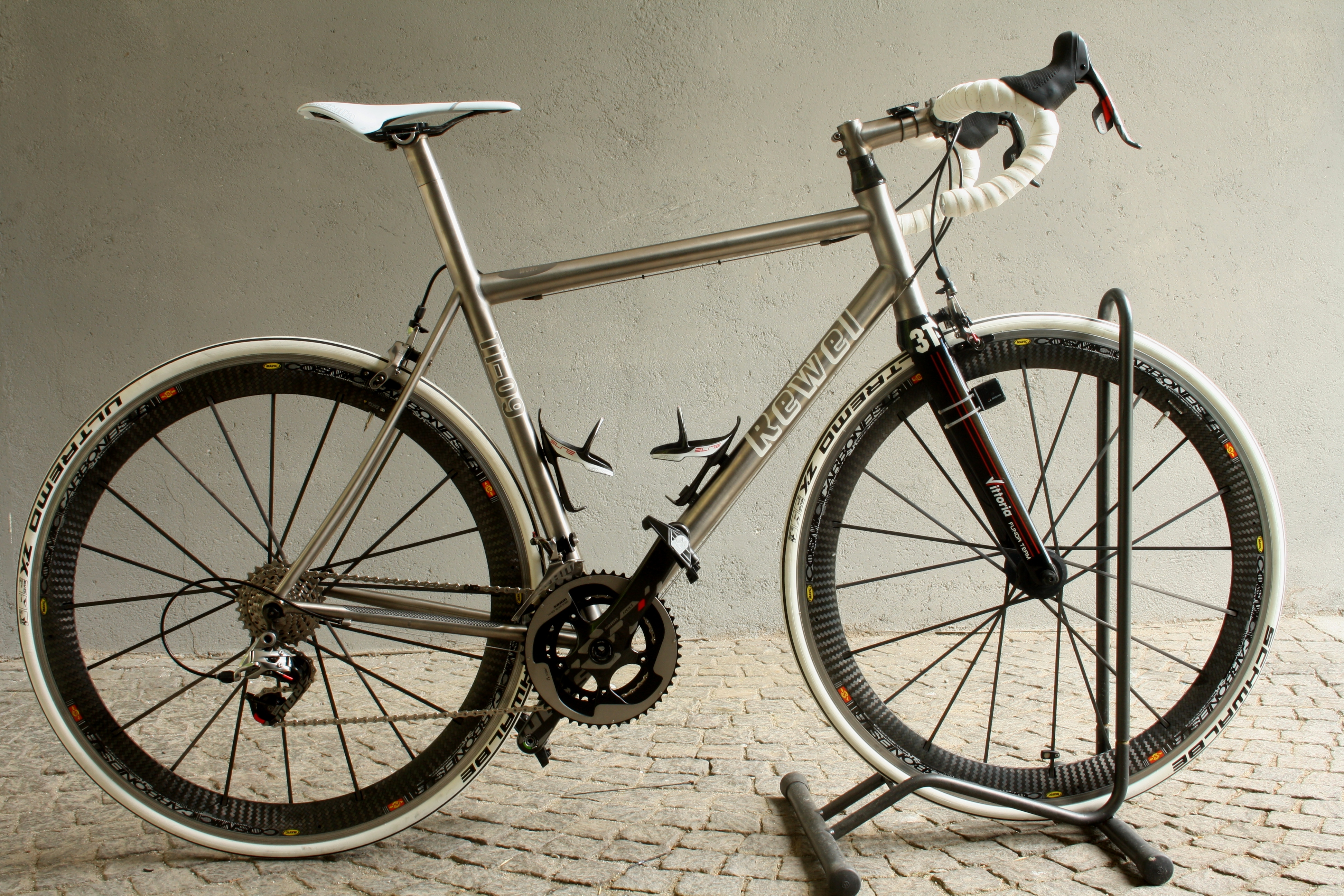
Ein Titan-Rennrad

### Andere Dienstleistungen
Es wird auch Fahrradservice, z. B. Reparatur und Ersatzteilwechsel, angeboten.

### Rohloff
Rewel Bikes vertreibt in Italien die Produkte der Firma Rohloff.